# Clementina Hawarden

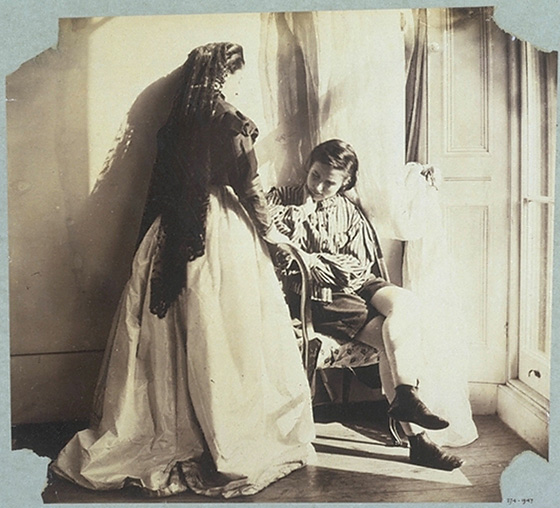
C. Hawarden, Clementina Maude i Isabella, ok. 1861

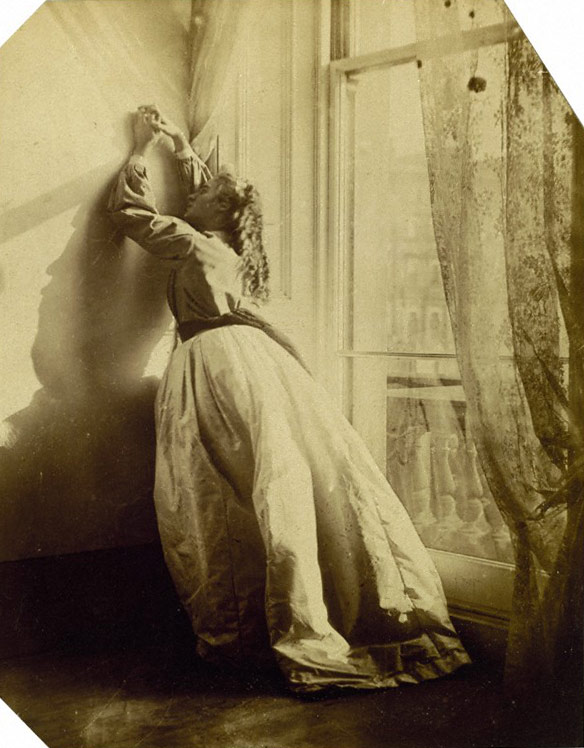
C. Hawarden, Clementina Maude, ok. 1862-3

Lady Clementina Hawarden, właśc. wicehrabina Clementina Elphinstone Hawarden, z domu Fleeming (ur. 1 czerwca 1822 w Cumbernauld, zm. 19 stycznia 1865) – brytyjska fotografka, działająca pod koniec lat 50. i w pierwszej połowie lat 60. XIX w.

## Życiorys
Urodziła się w rodzinnej posiadłości w Cumbernauld w Szkocji. Jej ojcem był Charles Elphinstone Fleeming, admirał w brytyjskiej marynarce wojennej, a matką Hiszpanka Catalina Paulina Alessandro. Clementina i jej siostry uczyły się w domu; otrzymały wykształcenie typowe dla kobiet swoich czasów, obejmujące muzykę, literaturę, języki obce, sztukę i prace ręczne. W 1841 r., po śmierci ojca, wraz z matką i siostrami wyjechała do Rzymu. Przebywały także we Florencji, gdzie Clementina miała okazje zapoznać się z włoskim malarstwem renesansowym. W 1842 r. rodzina osiadła w Londynie i trzy lata później Clementina poślubiła Cornwallisa Maude'a, późniejszego wicehrabiego Hawarden. Mieli dziesięcioro dzieci, z których przeżyło ją ośmioro (siedem córek i syn). W 1856 r. ich życie uległo znaczącej zmianie – po śmierci ojca Maude odziedziczył posiadłość w Dundrum w irlandzkim hrabstwie Tipperary i tytuł wicehrabiego. W tym czasie Clementina Hawarden zaczęła fotografować. W 1859 r. Hawardenowie przenieśli się do domu przy Princes Garden 5 w South Kensington. Zmarła nagle na zapalenie płuc. Jej nekrolog, zamieszczony 27 stycznia 1865 r. w „British Journal of Photography”, napisał Oscar Gustave Rejlander.

## Twórczość
Nowa pozycja społeczna i finansowa po przeprowadzce do Dundrum uwolniły Clementinę Hawarden od wielu codziennych obowiązków i pozwoliły na zajęcie się fotografią. Była fotografką-amatorem, jednym z wielu, jacy działali w tych czasie. Oprócz niej byli to m.in. Lewis Carroll czy Julia Margaret Cameron. Hawarden zaczęła fotografować mając niecałe czterdzieści lat, Cameron – pięćdziesiąt. Obie weszły do kanonu wczesnej fotografii, tym niemniej to Cameron jest lepiej znana szerokiej publiczności.
Na swoich wczesnych pracach, wykazujących wpływ barokowego malarstwa holenderskiego, obrazów Thomasa Gainsborough i fotografii Henry’ego Peacha Robinsona, przedstawiała okoliczne krajobrazy, służbę i rodzinę. Zdjęcia te nie były publicznie prezentowane za jej życia.
W domu przy Princes Garden 5 Clementina Hawarden wykonała większość ze swoich dojrzałych zdjęć. Jako studio wykorzystywała pomieszczenia na drugim piętrze domu, a swoje dzieci (w tym córki: Isabellę Grace, Clementinę i Florence Elizabeth) – jako modeli. W latach 1859–1864 wykonała dwie serie zdjęć, zatytułowane Photographic Studies i Studies from Life, które w 1863 r. były wystawiane w londyńskim Photographic Society. Otrzymała wówczas srebrny medal i została wybrana na członka stowarzyszenia. W 1864 r. pokazywała je ponownie i znów otrzymała srebrny medal. Mimo to swoje zdjęcia udało jej się sprzedać jedynie na charytatywnym kiermaszu na rzecz żeńskiej szkoły artystycznej w lipcu 1864 r. – pięć z nich kupił wówczas Lewis Carroll. Jej fotografie z tego okresu najczęściej przedstawiają samotne kobiety w melancholijnych pozach. Znajdują się one w jasno oświetlonych wnętrzach, często w pobliżu okna, w otoczeniu kotar, tkanin i luster. Fotografie są bogate w walory światłocieniowe, przepełnione romantyczną, sentymentalną atmosferą.
Zdjęcia Hawarden były pośmiertnie pokazywane na Dublin International Exhibition w 1865 r. Jej twórczość wywarła wpływ m.in. na Lewisa Carrolla, a także na współczesnych fotografów, np. Sally Mann.
Około 90% prac Clementiny Hawarden znajduje się w zbiorach Muzeum Wiktorii i Alberta w Londynie. Do muzeum tego trafiły one w 1939 r., kiedy prezentowana była tam wystawa z okazji stulecia fotografii. Prawnuczka Hawarden, lady Clementina Tottenham, po zwiedzeniu ekspozycji zwróciła się do kuratora działu fotografii z pytaniem, dlaczego nie zaprezentowano na niej żadnych zdjęć wykonanych przez jej prababkę. Charles Gibbs-Smith wytłumaczył, że muzeum nie posiada żadnych prac Hawarden, w odpowiedzi na co lady Tottenham podarowała muzeum znajdujący się w jej rękach zbiór 775 zdjęć Hawarden. Prace te prezentowane były na wystawach: The Golden Age of British Photography, 1839–1900 (1984) i Domestic Idylls: Photographs by Lady Hawarden from the Victoria and Albert Museum (J. Paul Getty Museum, 1990–1991). Wybrane zdjęcia Hawarden można zobaczyć na stałej ekspozycji w V&A Museum poświęconej historii fotografii. Pozostała część jej fotografii znajduje się w National Museum of Photography, Film and Television w Bradford, J. Paul Getty Museum i Musée d’Orsay.